# Françoise Bonnot
Françoise Bonnot (Bois-Colombes, 17 agosto 1939 – Parigi, 9 giugno 2018) è stata una montatrice francese, vincitrice dell'Oscar al miglior montaggio nel 1970 con Z - L'orgia del potere.

## Biografia
Figlia di Monique Bonnot, a sua volta montatrice, collaboratrice abituale del regista Jean-Pierre Melville, esordisce come sua assistente nel 1959 per il film Le jene del quarto potere, diretto appunto da Melville. Insieme alla madre firma poi il montaggio di Quando torna l'inverno (1962) di Henri Verneuil, di cui diventa la moglie e con il quale collabora altre tre volte nel corso degli anni sessanta.
Z - L'orgia del potere, film vincitore dell'Oscar al miglior film straniero, segna nel 1969 l'inizio di un fortunato sodalizio professionale con Costantin Costa-Gavras, che si sviluppa attraverso altri sei film nel corso di un quindicennio, fino ad Hanna K. (1983). Collaborano un'ultima volta, oltre dieci anni dopo, per Mad City - Assalto alla notizia (1997).

## Vita privata
Françoise Bonnot ha sposato il regista Henri Verneuil. Loro figlio Patrick Malakian è anch'egli regista.

## Riconoscimenti
- Oscar al miglior montaggio
  - 1970: vincitrice - Z - L'orgia del potere
- Premio César per il miglior montaggio
  - 1978: candidata - Le passé simple
  - 1984: candidata - Hanna K.
  - 1999: candidata (con Luc Barnier) - Place Vendôme
- BAFTA al miglior montaggio
  - 1969: candidata - Z - L'orgia del potere
  - 1982: vincitrice - Missing - Scomparso

## Filmografia
- Quando torna l'inverno (Un singe en hiver), regia di Henri Verneuil (1962)
- Colpo grosso al casinò (Mélodie en sous-sol), regia di Henri Verneuil (1963)
- La 25ª ora (La Vingt-cinquième heure), accreditata come Françoise Bonnot-Verneuil, regia di Henri Verneuil (1967)
- I cannoni di San Sebastian (La Bataille de San Sebastian), regia di Henri Verneuil (1968)
- Z - L'orgia del potere (Z), regia di Costa-Gavras (1969)
- L'armata degli eroi (L'Armée des ombres), regia di Jean-Pierre Melville (1969)
- La confessione (L'aveu), regia di Costa-Gavras (1970)
- Il salvatore, regia di Michel Mardore (1971)
- 4 mosche di velluto grigio, regia di Dario Argento (1971)
- Beau masque, regia di Bernard Paul (1972)
- L'Amerikano (État de siège), regia di Costa-Gavras (1972)
- Rappresaglia, accreditata come Francoise Bonnot, regia di George P. Cosmatos (1973)
- Life Size (Grandezza naturale), regia di Luis García Berlanga (1974)
- L'affare della Sezione Speciale (Section spéciale), regia di Costa-Gavras (1975)
- Le futur aux trousses, regia di Dolorès Grassian (1975)
- L'inquilino del terzo piano (Le Locataire), regia di Roman Polański (1976)
- Bianco e nero a colori (La Victoire en chantant), regia di Jean-Jacques Annaud (1976)
- Cassandra Crossing (The Cassandra Crossing), regia di George P. Cosmatos (1976)
- Le passé simple, regia di Michel Drach (1977)
- Un uomo in premio (Le dernier amant romantique), regia di Just Jaeckin (1978)
- Judith Therpauve, regia di Patrice Chéreau (1978)
- Chiaro di donna (Clair de femme), regia di Costa-Gavras (1979)
- Mia cara sconosciuta (Chère inconnue), regia di Moshé Mizrahi (1980)
- Helen - Evoluzione di una donna (Une sale affaire), regia di Alain Bonnot (1981)
- Missing - Scomparso (Missing), regia di Costa-Gavras (1982)
- Hanna K., regia di Costa-Gavras (1983)
- Un amore di Swann (Un amour de Swann), regia di Volker Schlöndorff (1984)
- Top Secret!, regia di Jim Abrahams, David e Jerry Zucker (1984)
- Liste noire, regia di Alain Bonnot (1984)
- L'anno del dragone (Year of the Dragon), regia di Michael Cimino (1985)
- Il siciliano (The Sicilian), regia di Michael Cimino (1987)
- L'ombra di mille soli (Fat Man and Little Boy), regia di Roland Joffé (1989)
- The Plant, cortometraggio, regia di Alexandre Gavras (1991)
- 1492 - La conquista del paradiso (1492: Conquest of Paradise), regia di Ridley Scott (1992)
- Pourquoi maman est dans mon lit?, regia di Patrick Malakian (1994)
- A Weekend in the Country - film TV (1996)
- L'appartamento (L'appartement), regia di Gilles Mimouni (1996)
- Magic Horses, documentario, regia di Charlotte Brändström (1996)
- Mad City - Assalto alla notizia (Mad City), regia di Costa-Gavras (1997)
- Place Vendôme, regia di Nicole Garcia (1998)
- Titus, regia di Julie Taymor (1999)
- L'amore prima di tutto - film TV (2000)
- Frida, regia di Julie Taymor (2002)
- Dietro l'angolo (Around the Bend), regia di Jordan Roberts (2004)
- Across the Universe, regia di Julie Taymor (2007)
- The Tempest, regia di Julie Taymor (2010)
- Tre destini, un solo amore (Un balcon sur la mer), regia di Nicole Garcia (2010)
- El Gusto, documentario, regia di Safinez Bousbia (2011)